# Маринівка (Горлівський район)
Мари́нівка — село Сніжнянської міської громади Горлівського району Донецької області, Україна. Населення становить 629 осіб.

## Загальні відомості
Відстань до райцентру становить близько 39 км і проходить автошляхом місцевого значення.
Землі села межують із територією смт Побєда Сніжнянської міської ради Донецької області та Куйбишевським районом Ростовської області Росії.
Неподалік від села розташований пункт пропуску на кордоні з Росією Маринівка—Куйбишево.
Унаслідок російської військової агресії із серпня 2014 р. Маринівка перебуває на тимчасово окупованій території.

## Історія
Станом на 1873 рік у слободі, центрі Маринівської волості Міуського округу Області Війська Донського, мешкало 1181 особа, налічувалось 185 дворових господарства й 1 окремий будинок, 48 плугів, 110 коней, 194 пари волів, 1189 овець.
За переписом 1897 року кількість мешканців зросла до 1218 осіб (611 чоловічої статі та 607 — жіночої), з яких 1212 — православної віри.

### Війна на сході України
У 2014 році під час війни на сході України біля Маринівки точилися бої за контроль над пунктом пропуску «Маринівка», під час яких село кілька разів переходило з рук у руки. Внаслідок вторгнення російських регулярних військ, з кінця серпня 2014 року село знаходиться під контролем проросійських формувань ДНР.

## Населення
Згідно з переписом УРСР 1989 року чисельність наявного населення села становила 649 осіб, з яких 293 чоловіки та 356 жінок.
За переписом населення України 2001 року в селі мешкало 626 осіб.

### Мова
Розподіл населення за рідною мовою за даними перепису 2001 року:
| Мова       | Відсоток |
| ---------- | -------- |
| українська | 88,71 %  |
| російська  | 10,81 %  |
| німецька   | 0,16 %   |
| інші       | 0,32 %   |

## Джерело
- Силовики звільнили селища Степанівка і Маринівка на Донеччині [Архівовано 3 серпня 2014 у Wayback Machine.]